# Jarec
Jarec je priimek v Sloveniji, ki ga je po podatkih Statističnega urada Republike Slovenije na dan 1. januarja 2010 uporabljalo 39 oseb.

## Znani nosilci priimka
- Jaša Jarec, publicist